# آل ارتق
آل اَرتُق
یا ارتقیه
(ترکی: آرتوقلولار) دودمانی از قبیله دوگر امرای ترکان اغوز  که میان سال‌های ۱۱۰۴ تا ۱۴۰۸ میلادی در شرق آناتولی و شمال سوریه و عراق حکمرانی کرده‌اند، که شامل دو شاخهٔ ماردین و هارپوت بودند.
شماری از آن‌ها بر ایالاتی از ایران حکومت کردند از قبیل:
- خانات ارتقیه (ترکی: آرتوقلو بی‌لیغ) (۱۱۰۱–۱۳۱۲م.) که نخستین حکمران آن‌ها ارتق است؛ که بر دیاربکر و مدتی بر حلب و ماردین حکومت می‌کردند.
- نوادگان سبکتکین (۱۱۴۴–۱۲۳۲م.) در اطراف اربیل که نخستین آن‌ها زین الدین علی پسر کوچک سبکتکین بود.

## پیدایش
نخستین حاکم این دودمان نجم‌الدین غازی ارتق  از قبیله دوگر ،نام داشت که به عنوان پایه‌گذار هر دو شاخه نیز شناخته می‌شود. پدر وی که اکسوک نام داشت، ابتدا یکی از ژنرال‌های آلپ ارسلان بوده و سپس به عنوان ژنرال امیر سلجوقی دمشق به نام تتش درآمد. معروف‌ترین فرمانروای دودمان آل‌ارتق، قره ارسلان بن غازی نام داشت که حوزهٔ حکومتی وی از شرق آناتولی تا غرب شامات و نیز فلسطین را شامل می‌شد. پسر وی نورالدین ارتق با قلج ارسلان دوم سلطان سلجوقیان روم جنگید که بعدها منجر به قرارداد صلح میانشان شد. این دودمان در سدهٔ ۱۴ میلادی جای خودش را به دودمان‌های آق‌قویونلو و قره‌قویونلو داد.

## امرای ماردین
امرای ماردین
| #  | حاکم                                 | حیات       | دوره حکومت |
| -- | ------------------------------------ | ---------- | ---------- |
| ۱  | نجم الدین إلغازی السعید بن أرتق      | .... -.... | ۱۱۰۴–۱۱۲۲  |
| ۲  | حسام الدین تیمور شاه بن إلغازی       | .... -.... | ۱۱۲۲–۱۱۵۲  |
| ۳  | نجم الدین ألبی بن تیمور شاه          | .... -.... | ۱۱۵۲–۱۱۷۶  |
| ۴  | قطب الدین إلغازی الثانی بن ألبی      | .... -.... | ۱۱۷۶–۱۱۸۴  |
| ۵  | حسام الدین یلق أرسلان بن إلغازی      | .... -.... | ۱۱۸۴–۱۱۸۵  |
| ۶  | نصیر الدین أرتق أرسلان بن إلغازی     | .... -.... | ۱۲۰۰–۱۲۳۹  |
| ۷  | نجم الدین غازی السعید بن أرتق أرسلان | .... -.... | ۱۲۳۹–۱۲۵۹  |
| ۸  | قرا أرسلان بن غازی                   | .... -.... | ۱۲۵۹–۱۲۹۱  |
| ۹  | شمس الدین داود بن قرا أرسلان         | .... -.... | ۱۲۹۱–۱۲۹۳  |
| ۱۰ | نجم الدین غازی الثانی بن قرا أرسلان  | .... -.... | ۱۲۹۳–۱۳۱۲  |
| ۱۱ | عماد الدین علی ألبی بن غازی          | .... -.... | ۱۳۱۲–۱۳۱۲  |
| ۱۲ | شمس الدین صالح الأول بن غازی         | .... -.... | ۱۳۱۲–۱۳۶۳  |
| ۱۳ | أحمد المنصور بن صالح                 | .... -.... | ۱۳۶۳–۱۳۶۷  |
| ۱۴ | محمود الصالح بن أحمد                 | .... -.... | ۱۳۶۷–۱۳۶۷  |
| ۱۵ | المظفر داود بن صالح                  | .... -.... | ۱۳۶۷–۱۳۷۶  |
| ۱۶ | الظاهر عیسی بن داود                  | .... -.... | ۱۳۷۶–۱۴۰۶  |
| ۱۷ | الصالح الثانی بن داود                | .... -.... | ۱۴۰۶–۱۴۰۸  |

## امرای هارپوت
امرای هارپوت:
| # | حاکم                          | حیات       | دوره حکومت |
| - | ----------------------------- | ---------- | ---------- |
| ۱ | أبو بکر بن قرا أرسلان         | .... -.... | ۱۱۸۵–۱۲۰۳  |
| ۲ | نظام الدین إبراهیم بن أبی بکر | .... -.... | ۱۲۰۳–۱۲۲۳  |
| ۳ | أحمد الخذر بن إبراهیم         | .... -.... | ۱۲۲۳–۱۲۳۴  |
| ۴ | نور الدین أرتق شاه بن الخذر   | .... -.... | ۱۲۳۴–۱۲۳۴  |

## سکه‌شناسی سلسه آل ارتق

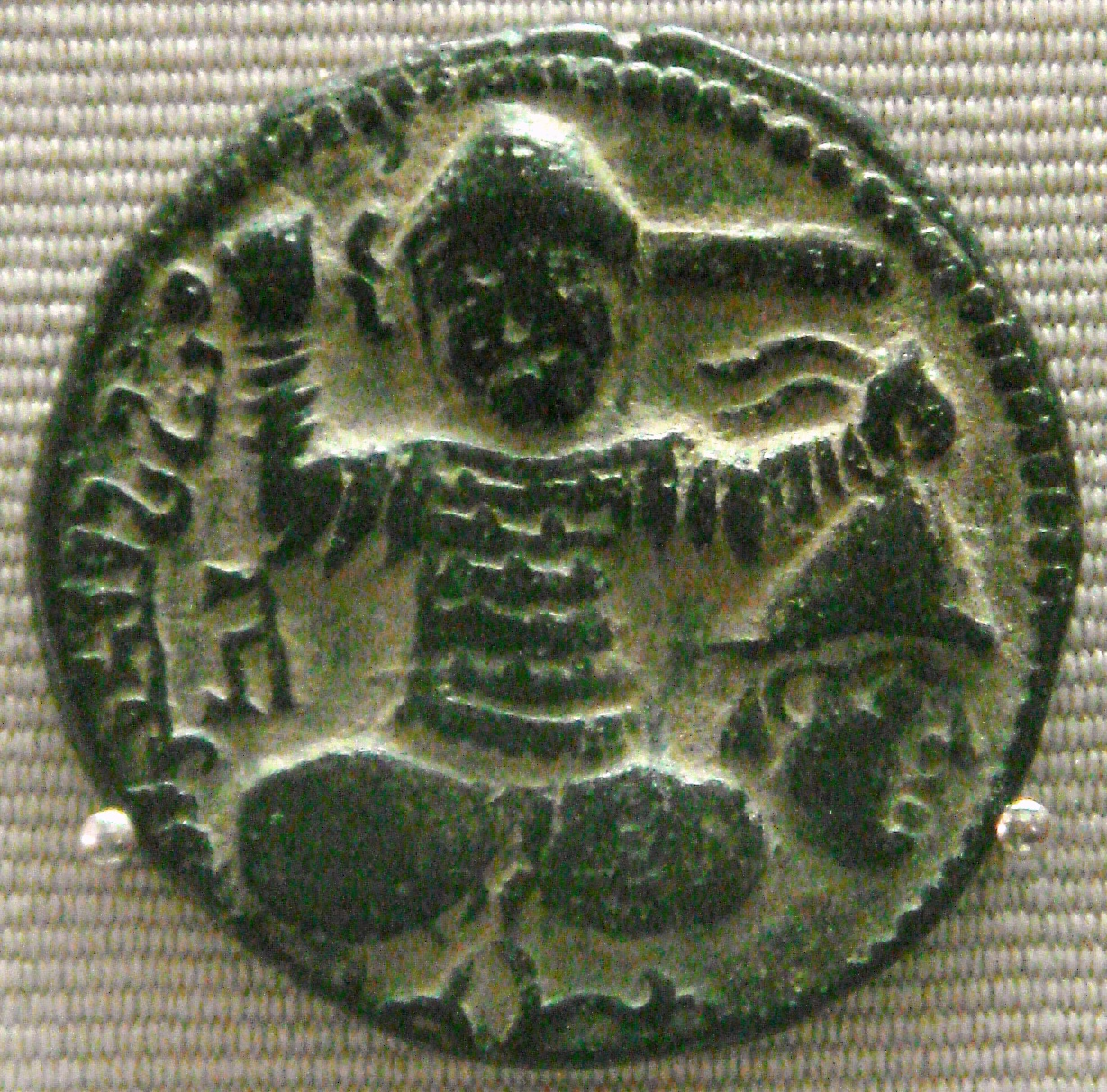
حسام‌الدین یلق أرسلان بن إلغازی
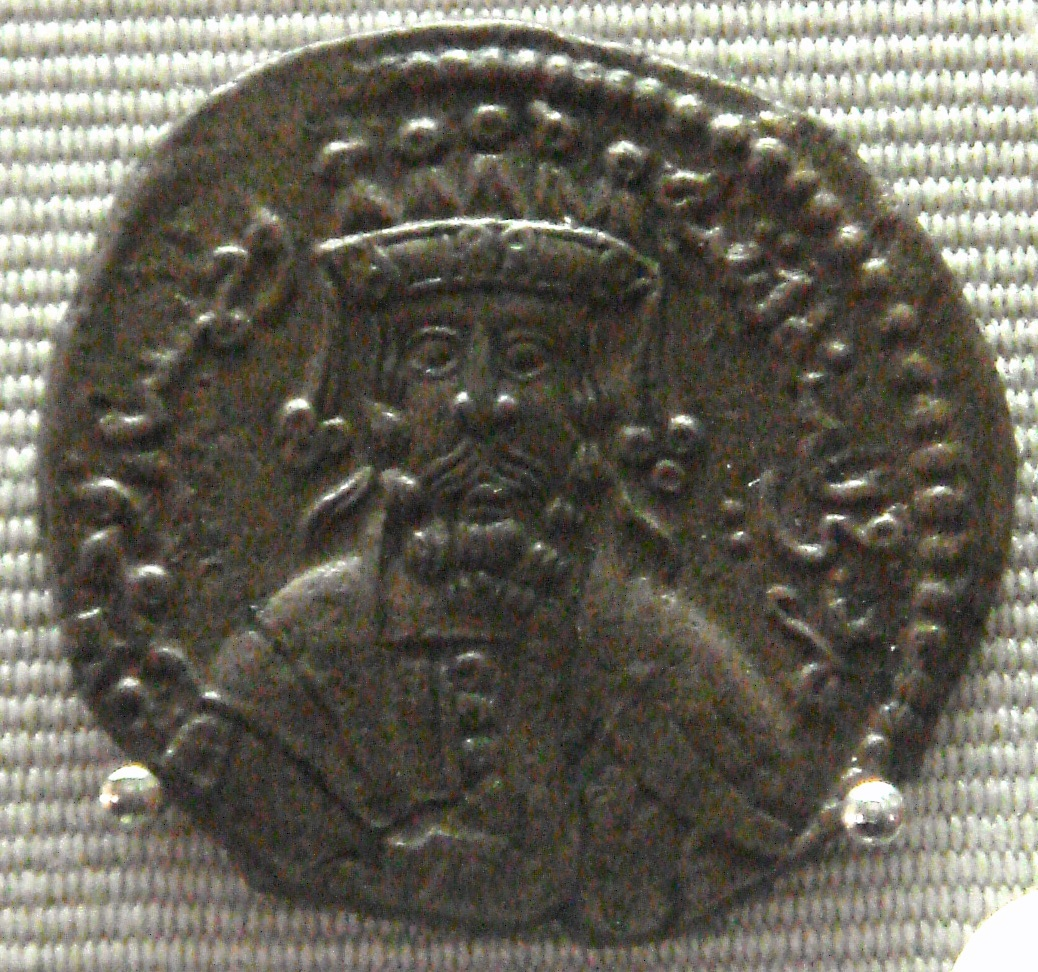
قرا أرسلان بن غازی
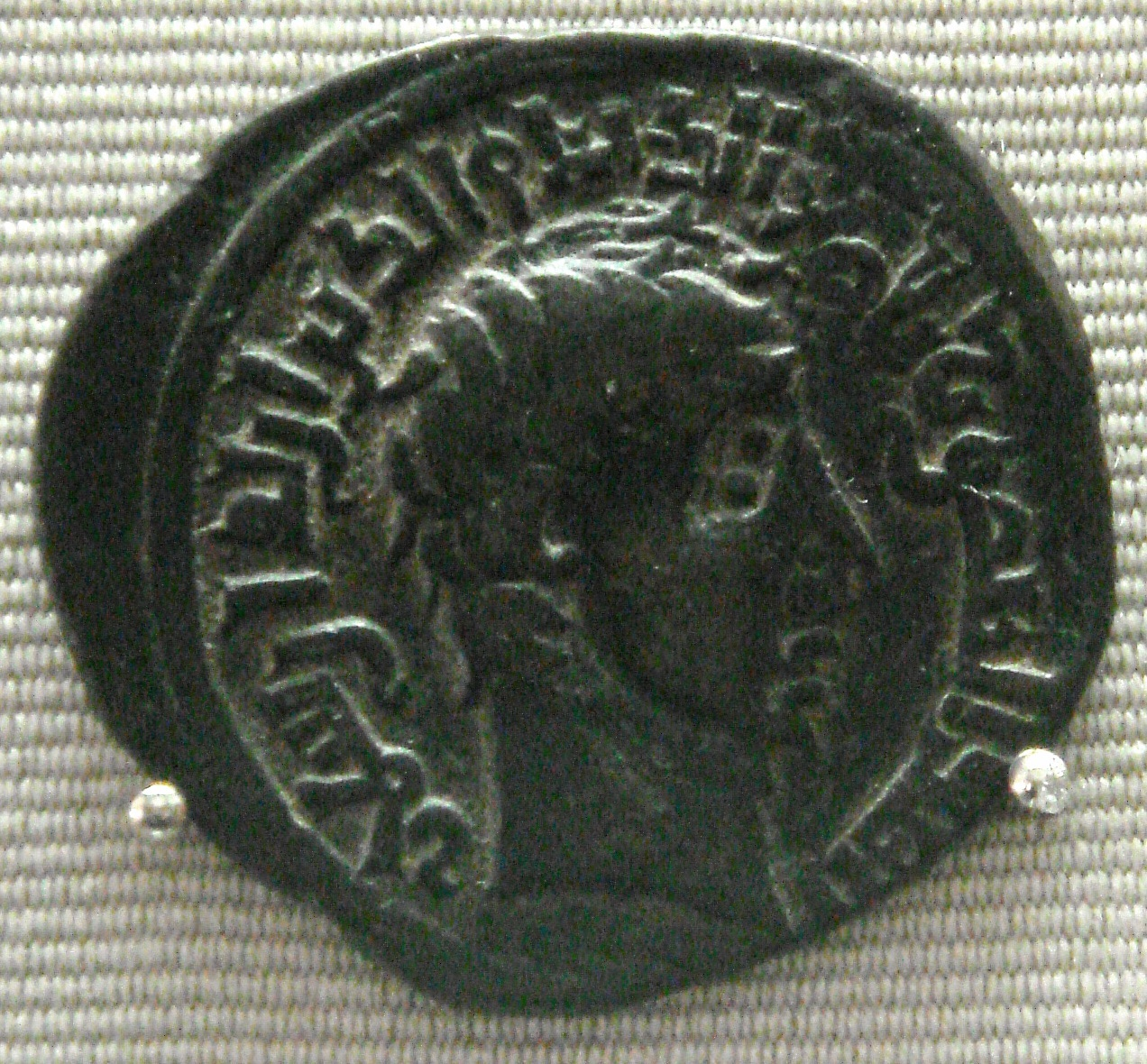
نصیرالدین أرتق أرسلان بن إلغازی